# جون هيوم
جون هيوم (بالإنجليزية: John Hume)‏ (1937 - 2020)، هو سياسي أيرلندي سابق من ديري، أيرلندا الشمالية. وهو عضو مؤسس في حزب الاشتراكية الاجتماعية والعمال. تقاسم هيوم جائزة نوبل للسلام مع ديفيد تريمبل في عام 1998.
تقلد هيوم منصب القائد الثاني لحزب العمال في أيرلندا في عام 1979، واحتفظ به حتى عام 2001. وشغل كذلك مقعدًا في البرلمان الأوروبي، وبرلمان المملكة المتحدة، وجمعية أيرلندا الشمالية.
يُعد هيوم أحد أهم الشخصيات المؤثرة في تاريخ أيرلندا السياسي الحديث، ويُنسب إليه الفضل في عملية السلام في أيرلندا الشمالية. فاز هيوم بجائزة غاندي للسلام وجائزة مارتن لوثر كينغ، وبذلك أصبح الفائز الوحيد بجوائز السلام الثلاثة. وفي عام 2010 لُقب بأعظم شخصية في أيرلندا وفقًا لاستطلاع الرأي الذي أجراه راديو وتلفزيون أيرلندا. وفي عام 2012 كرمه البابا بندكت السادس عشر بلقب قائد فارس ومنحه وسام القديس غريغوري العظيم.

## بداياته
وُلد جون هيوم في ديري لعائلة أيرلندية كاثوليكية. هاجر جده الذي كان يتبع الكنيسة المشيخية من اسكتلندا إلى مقاطعة دونيجال. كان هيوم طالبًا في كلية القديس كولومب وكلية القديس باتريك في ماينوث التي تُعد أهم معهد لاهوت كاثوليكي في أيرلندا وكلية مُعترف بها في جامعة أيرلندا الوطنية التي كان يرغب هيوم في الالتحاق بها حتى يحصل على درجة الكهنوت. ومن بين معلميه توماس أوفي رئيس الأساقفة في أيرلندا.
لم يكمل هيوم دراساته اللاهوتية، ولكنه نال درجة ماجستير الآداب من نفس الجامعة ثم عاد إلى بلدته الأصلية وصار مُعلمًا. كان هيوم عضوًا مؤسسًا في حركة الاتحاد الائتماني وعضوًا في اللجنة التي تطالب بإقامة جامعة في مدينة ديري في عام 1965.
أضحى هيوم شخصية بارزة في حركة الحقوق المدنية في أواخر ستينيات القرن العشرين بجانب عدة رموز أخرى مثل هيو لوغ. قاد هيوم الحركة المنادية بإنشاء جامعة ثانية في مدينة ديري في منتصف الستينيات ولكنها باءت بالفشل. وعقب تلك الحملة واصل هيوم جهوده حتى صار شخصية بارزة في لجنة مواطني ديري. أُنشئت تلك اللجنة عقب مسيرة 5 أكتوبر في ديري التي جذبت الكثير من الاهتمام بشأن الأوضاع في أيرلندا الشمالية. حاولت لجنة مواطني ديري أن تستغل الدعاية التي أحاطت بالأحداث المستجدة في أيرلندا لتسليط الضوء على شكاوي الناس في ديري التي نجحت الحكومة النقابية في إخمادها لأعوام. وبخلاف اتحاد الحقوق المدنية في أيرلندا الشمالية، استهدفت لجنة مواطني ديري الحكومة المحلية على وجه التحديد بهدف تحسين الأوضاع في ديري للجميع مع حفظ السلم. تعاونت تلك اللجنة كذلك مع اتحاد ستيواردز في منع جميع أشكال العنف من الحدوث خلال المسيرات والاعتصامات الإضرابية.

## مسيرته السياسية
أصبح هيوم عضوًا قوميًا مستقلًا في برلمان شمال أيرلندا في عام 1969 خلال ذروة حملة الحقوق المدنية. وفي عام 1973 اُنتخب عضوًا في جمعية أيرلندا الشمالية، وعُين وزيرًا للتجارة لفترة قصيرة في عام 1974. وفي أكتوبر عام 1974 رشح هيوم نفسه للفوز بمقعد دائرة لندنديري الانتخابية في برلمان وستمنستر دون نجاح، ولكنه فاز بمقعد دائرة فويل الانتخابية في عام 1983.
شارك هيوم أربعة من أعضاء برلمان وستمنستر في إضرابهم عن الطعام لمدة 48 ساعة احتجاجًا على اعتقال المئات من الجمهوريين الأيرلنديين المشتبه فيهم دون محاكمة. ذكرت مستندات الحكومة التي صدرت بعد 30 عامًا أن أحد الدبلوماسيين الأيرلنديين زعم في عام 1979 أن جوم هيوم كان يدعم عودة سياسة الاعتقال دون محاكمة، ولكن حزب العمال الاشتراكي أنكر ذلك بشدة.
وفي عام 1977 اعترض هيوم على إحدى لوائح قانون السلطات المدنية في أيرلندا الشمالية لعام 1922 التي تسمح لأي جندي أن يفرق حشدًا مؤلفًا من ثلاثة أشخاص أو أكثر. وبعدها حكم كبير القضاة في أيرلندا روبرت لوري أن تلك اللائحة متجاوزة لحدود السلطة المنصوص عليها في الباب الرابع من قانون حكومة أيرلندا لعام 1920 الذي يمنع برلمان أيرلندا الشمالية من تشريع أي قوانين معنية بالجيش.

## روابط خارجية
- جون هيوم على موقع IMDb (الإنجليزية)
- جون هيوم على موقع الموسوعة البريطانية (الإنجليزية)
- جون هيوم على موقع مونزينجر (الألمانية)
- جون هيوم على موقع إن إن دي بي (الإنجليزية)